# Sint-Jozefskerk (Harelbeke)
De Sint-Jozefskerk is een rooms-katholieke parochiekerk in de wijk 't Eiland in Harelbeke. Zij is gewijd aan Sint-Jozef, patroonheilige van de arbeiders en werd opgericht in 1963 in opdracht van de stad in een nieuwe wijk waar veel arbeiders kwamen wonen.

## Ontstaan van de parochie

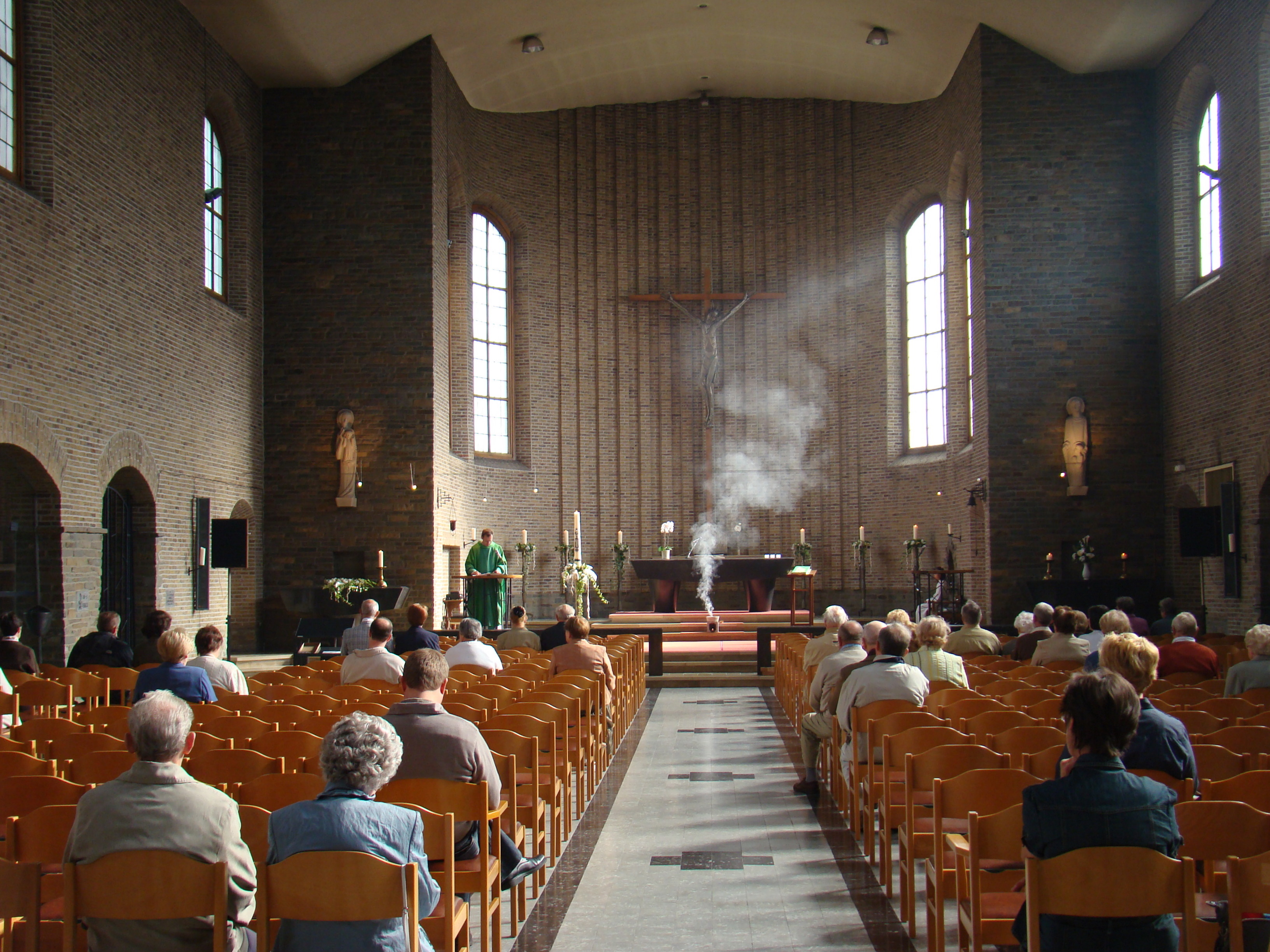
Het interieur van de Sint-Jozefskerk

In 1952 ontstond de parochie Sint-Jozef nadat de deken van Kortrijk en burgemeester Gerard-Joseph Lanneau van Harelbeke het idee hadden om de snelgroeiende wijk Eiland een zelfstandige parochie te geven. Kapelaan Vyncke kreeg de opdracht van het bisdom om de nieuwe parochie op te richten. De eerste mis in de parochie werd verzorgd op 14 september 1952. Op dat ogenblik was er nog geen kerk, waardoor de missen in de turnzaal van de jongensschool doorgingen.
In 1954 werd de parochie "Sint-Jozef-Arbeider" officieel opgenomen in het bisdom Brugge. De bisschop stelde Vandeberghe aan als eerste pastoor en op 17 januari 1954 werd hij vreugdevol ontvangen. Kapelaan Vyncke werd geen pastoor omdat hij te jong was volgens het bisdom.

## Bouw van de kerk
Na verloop van tijd werd de turnzaal van de school te klein om missen te geven. De sportzaal werd bovendien gedeeld met de school voor sportactiviteiten
Er werd eerst aan gedacht om de houten afbraakkerk van Olsene op het pleintje van de wijk 't Eiland te plaatsen. Maar de burgemeester was niet overtuigd en vertelde dat die kerk slechts een jaar zou standhouden. Daarom besloten het stadbestuur en de parochie om een nieuwe kerk te bouwen. Dankzij veel giften van de parochianen, steun van de organisatie Domus Dei en hulp van de stad werd geld voorzien. Architect Vandenweghe, die ook veel woningen in Harelbeke bouwde, werd benoemd om met een ontwerp te komen.
Het dossier voor de bouw bleef aanvankelijk lang aanslepen. In het voorjaar van 1963 kwam er schot in de zaak en op 18 mei werd de eerste steen gelegd. Op 5 september 1964 werd de kerk ingewijd en in gebruik genomen. 
Eerder, op 25 maart 1952, was men begonnen met de bouw van de onderpastorij. Tijdens de werken stootte men echter op een waterbuis en werden de werken tijdelijk stilgelegd. Het gevolg was dat de pastorij helemaal opnieuw gebouwd moest worden. Uiteindelijk werd de pastorij samen met de kerk opgeleverd in 1963.

## Exterieur
De kerk werd opgetrokken in baksteen afkomstig uit de streek. Veel elementen als deur- en vensterdorpels zijn gemaakt van blauwe hardsteen. De dakconstructie, redelijk uniek, is gemaakt uit houten gordingen en kepers bedekt met zwarte dakpannen. Het plafond bestaat uit een stalen net en beton. Tussen de ruimtes van het dak en plafond zit een stalen constructie met spanten en kabels die het gewicht opvangen. 

## Interieur
Het interieur is afgewerkt in scheldesteen. Met gebruik van glas is er een maximale lichtinval dat zorgt voor een atmosfeer van rust en bezinning. De belangrijkste beelden in de kerk zijn Maria met het kind Jezus, gesitueerd links van het altaar, en Jozef-Arbeider, gesitueerd rechts van het altaar. De beelden zijn gehouwen uit witsteen tegen een achtergrond van grijze veldsteen.